# Atletiek op de Olympische Zomerspelen 2008/programma
Deze pagina beschrijft het atletiekprogramma op de Olympische Zomerspelen 2008 in Peking.

## Programma

### Vrijdag 15 augustus
| Lokale tijd   | MEZT          | Onderdeel                   | Ronde                |
| Ochtendsessie | Ochtendsessie | Ochtendsessie               | Ochtendsessie        |
| ------------- | ------------- | --------------------------- | -------------------- |
| 09:00         | 03:00         | zevenkamp                   | 100 m horden vrouwen |
| 09:05         | 03:05         | kogelstoten mannen          | kwalificatie         |
| 09:45         | 03:45         | 100 m mannen                | series               |
| 10:30         | 04:30         | zevenkamp                   | hoogspringen vrouwen |
| 10:40         | 04:40         | kogelslingeren mannen       | kwalificatie         |
| 11:10         | 05:10         | 800 m vrouwen               | series               |
| Middagsessie  |               |                             |                      |
| 12:10         | 06:10         | kogelslingeren mannen       | kwalificatie         |
| Avondsessie   |               |                             |                      |
| 19:00         | 13:00         | zevenkamp                   | kogelstoten vrouwen  |
| 19:10         | 13:10         | 1500 m mannen               | series               |
| 19:45         | 13:45         | 100 m mannen                | kwartfinales         |
| 19:55         | 13:55         | discuswerpen vrouwen        | kwalificatie         |
| 20:25         | 14:25         | 3000 m steeplechase vrouwen | series               |
| 21:00         | 15:00         | kogelstoten mannen          | finale               |
| 21:15         | 15:15         | zevenkamp                   | 200 m vrouwen        |
| 21:20         | 15:20         | discuswerpen vrouwen        | kwalificatie         |
| 21:40         | 15:40         | hink-stap-springen vrouwen  | kwalificatie         |
| 21:55         | 15:55         | 400 m horden vrouwen        | series               |
| 22:45         | 16:45         | 10 000 m vrouwen            | finale               |

### Zaterdag 16 augustus
| Lokale tijd   | MEZT          | Onderdeel                    | Ronde               |
| Ochtendsessie | Ochtendsessie | Ochtendsessie                | Ochtendsessie       |
| ------------- | ------------- | ---------------------------- | ------------------- |
| 09:00         | 03:00         | 20 km snelwandelen mannen    | finale              |
| 09:10         | 03:10         | kogelstoten vrouwen          | kwalificatie        |
| 09:20         | 03:20         | 3000 m steeplechase mannen   | series              |
| 09:50         | 03:50         | zevenkamp                    | verspringen vrouwen |
| 10:10         | 04:10         | polsstokhoogspringen vrouwen | kwalificatie        |
| 10:40         | 04:40         | discuswerpen mannen          | kwalificatie        |
| 10:50         | 04:50         | 100 m vrouwen                | series              |
| 12:05         | 06:05         | discuswerpen mannen          | kwalificatie        |
| 12:10         | 06:10         | 400 m vrouwen                | series              |
| Avondsessie   |               |                              |                     |
| 19:00         | 13:00         | zevenkamp                    | speerwerpen vrouwen |
| 19:30         | 13:00         | 800 m vrouwen                | halve finales       |
| 20:00         | 14:00         | verspringen mannen           | kwalificatie        |
| 20:05         | 14:05         | 100 m mannen                 | halve finales       |
| 20:10         | 14:10         | zevenkamp                    | speerwerpen vrouwen |
| 20:35         | 14:35         | 100 m vrouwen                | kwartfinales        |
| 21:10         | 15:10         | kogelstoten vrouwen          | finale              |
| 21:15         | 15:15         | 400 m horden mannen          | halve finales       |
| 21:45         | 15:45         | zevenkamp                    | 800 m vrouwen       |
| 22:30         | 16:30         | 100 m mannen                 | finale              |

### Zondag 17 augustus
| Lokale tijd  | MEZT         | Onderdeel                   | Ronde         |
| Ochtendessie | Ochtendessie | Ochtendessie                | Ochtendessie  |
| ------------ | ------------ | --------------------------- | ------------- |
| 07:30        | 01:30        | marathon vrouwen            | finale        |
| Avondsessie  |              |                             |               |
| 19:00        | 13:00        | 100 m horden vrouwen        | series        |
| 19:10        | 13:10        | kogelslingeren mannen       | finale        |
| 19:45        | 13:45        | 100 m vrouwen               | halve finales |
| 20:10        | 14:10        | 400 m horden vrouwen        | series        |
| 20:20        | 14:20        | hoogspringen mannen         | kwalificatie  |
| 21:00        | 15:00        | 400 m vrouwen               | halve finales |
| 21:30        | 15:30        | 3000 m steeplechase vrouwen | finale        |
| 21:35        | 15:35        | hink-stap-springen vrouwen  | finale        |
| 21:55        | 15:55        | 1500 m mannen               | halve finales |
| 22:25        | 16:25        | 100 m vrouwen               | finale        |
| 22:45        | 16:45        | 10 000 m mannen             | finale        |

### Maandag 18 augustus
| Lokale tijd   | MEZT          | Onderdeel                    | Ronde         |
| Ochtendsessie | Ochtendsessie | Ochtendsessie                | Ochtendsessie |
| ------------- | ------------- | ---------------------------- | ------------- |
| 09:00         | 03:00         | 400 m mannen                 | series        |
| 09:10         | 03:10         | kogelslingeren vrouwen       | kwalificatie  |
| 10:00         | 04:00         | hink-stap-springen mannen    | kwalificatie  |
| 10:05         | 04:05         | 200 m mannen                 | series        |
| 10:40         | 04:40         | kogelslingeren vrouwen       | kwalificatie  |
| 11:10         | 05:10         | 110 m horden mannen          | series        |
| Avondsessie   |               |                              |               |
| 19:00         | 13:00         | discuswerpen vrouwen         | finale        |
| 19:20         | 13:20         | polsstokhoogspringen vrouwen | finale        |
| 19:40         | 13:40         | 100 m horden vrouwen         | halve finales |
| 20:05         | 14:05         | 200 m mannen                 | kwartfinales  |
| 20:10         | 14:10         | verspringen mannen           | finale        |
| 20:45         | 14:45         | 400 m horden vrouwen         | halve finales |
| 21:10         | 15:10         | 3000 m steeplechase mannen   | finale        |
| 21:35         | 15:35         | 800 m vrouwen                | finale        |
| 22:00         | 16:00         | 400 m horden mannen          | finale        |

### Dinsdag 19 augustus
| Lokale tijd   | MEZT          | Onderdeel            | Ronde         |
| Ochtendsessie | Ochtendsessie | Ochtendsessie        | Ochtendsessie |
| ------------- | ------------- | -------------------- | ------------- |
| 09:00         | 03:00         | speerwerpen vrouwen  | kwalificatie  |
| 09:40         | 03:40         | verspringen vrouwen  | kwalificatie  |
| 10:00         | 04:00         | 1500 m vrouwen       | series        |
| 10:30         | 04:30         | speerwerpen vrouwen  | kwalificatie  |
| 10:40         | 04:40         | 200 m vrouwen        | series        |
| Avondsessie   |               |                      |               |
| 19:00         | 13:00         | 200 m vrouwen        | kwartfinales  |
| 19:10         | 13:10         | hoogspringen mannen  | finale        |
| 19:35         | 13:35         | 5000 m vrouwen       | series        |
| 20:45         | 14:45         | 110 m horden mannen  | kwartfinales  |
| 21:00         | 15:00         | discuswerpen mannen  | finale        |
| 21:25         | 15:25         | 200 m mannen         | halve finales |
| 21:45         | 15:45         | 400 m mannen         | halve finales |
| 22:10         | 16:10         | 400 m vrouwen        | finale        |
| 22:30         | 16:30         | 100 m horden vrouwen | finale        |
| 22:50         | 16:50         | 1500 m mannen        | finale        |

### Woensdag 20 augustus
| Lokale tijd | MEZT        | Onderdeel                   | Ronde         |
| Avondsessie | Avondsessie | Avondsessie                 | Avondsessie   |
| ----------- | ----------- | --------------------------- | ------------- |
| 19:00       | 13:00       | 800 m mannen                | series        |
| 19:20       | 13:20       | kogelslingeren vrouwen      | finale        |
| 20:15       | 14:15       | 5000 m mannen               | series        |
| 20:40       | 14:40       | polsstokhoogspringen mannen | kwalificatie  |
| 21:30       | 15:30       | 110 m horden mannen         | halve finales |
| 21:55       | 15:55       | 200 m vrouwen               | halve finales |
| 22:20       | 16:20       | 200 m mannen                | finale        |
| 22:35       | 16:35       | 400 m horden vrouwen        | finale        |

### Donderdag 21 augustus
| Lokale tijd   | MEZT          | Onderdeel                  | Ronde               |
| Ochtendsessie | Ochtendsessie | Ochtendsessie              | Ochtendsessie       |
| ------------- | ------------- | -------------------------- | ------------------- |
| 09:10         | 03:10         | 20 km snelwandelen vrouwen | finale              |
| 09:10         | 03:10         | speerwerpen mannen         | kwalificatie        |
| 09:20         | 03:20         | tienkamp                   | 100 m mannen mannen |
| 09:50         | 03:50         | hoogspringen vrouwen       | kwalificatie        |
| 10:30         | 04:30         | tienkamp                   | verspringen mannen  |
| 10:40         | 04:40         | speerwerpen mannen         | kwalificatie        |
| 12:20         | 06:20         | tienkamp                   | hoi                 |
| Avondsessie   |               |                            |                     |
| 19:00         | 13:00         | 1500 m vrouwen             | halve finales       |
| 19:10         | 13:10         | tienkamp                   | hoogspringen mannen |
| 19:20         | 13:20         | speerwerpen vrouwen        | finale              |
| 19:30         | 13:30         | 200 m vrouwen              | finale              |
| 19:50         | 13:50         | 800 m mannen               | halve finales       |
| 20:20         | 14:20         | hink-stap-springen mannen  | finale              |
| 20:20         | 14:20         | 4x100 m estafette mannen   | series              |
| 20:55         | 14:55         | 4x100 m estafette vrouwen  | series              |
| 21:20         | 15:20         | 400 m mannen               | finale              |
| 21:45         | 15:45         | 110 m horden mannen        | finale              |
| 22:00         | 16:00         | tienkamp                   | 400 m mannen        |

### Vrijdag 22 augustus
| Lokale tijd   | MEZT          | Onderdeel                   | Ronde                |
| Ochtendsessie | Ochtendsessie | Ochtendsessie               | Ochtendsessie        |
| ------------- | ------------- | --------------------------- | -------------------- |
| 07:30         | 01:30         | 50 km snelwandelen mannen   | finale               |
| 09:00         | 03:00         | tienkamp                    | 110 m horden mannen  |
| 10:05         | 04:05         | tienkamp                    | discuswerpen mannen  |
| 12:55         | 06:55         | tienkamp                    | polsstokhoogspringen |
| Avondsessie   |               |                             |                      |
| 19:00         | 13:00         | tienkamp                    | speerwerpen mannen   |
| 19:20         | 13:20         | verspringen vrouwen         | finale               |
| 19:40         | 13:40         | 4x400 m estafette vrouwen   | series               |
| 19:55         | 13:55         | polsstokhoogspringen mannen | finale               |
| 20:10         | 14:10         | 4x400 m estafette mannen    | series               |
| 20:40         | 14:40         | 5000 m vrouwen              | finale               |
| 21:15         | 15:15         | 4x100 m estafette vrouwen   | finale               |
| 21:40         | 15:40         | tienkamp                    | 1500 m mannen        |
| 22:10         | 16:10         | 4x100 m estafette mannen    | finale               |

### Zaterdag 23 augustus
| Lokale tijd | MEZT        | Onderdeel                 | Ronde       |
| Avondsessie | Avondsessie | Avondsessie               | Avondsessie |
| ----------- | ----------- | ------------------------- | ----------- |
| 19:10       | 13:10       | speerwerpen mannen        | finale      |
| 19:20       | 13:20       | hoogspringen vrouwen      | finale      |
| 19:30       | 13:30       | 800 m mannen              | finale      |
| 19:50       | 13:50       | 1500 m vrouwen            | finale      |
| 20:10       | 14:10       | 5000 m mannen             | finale      |
| 20:40       | 14:40       | 4x400 m estafette vrouwen | finale      |
| 21:05       | 15:30       | 4x400 m estafette mannen  | finale      |

### Zondag 24 augustus
| Lokale tijd  | MEZT         | Onderdeel       | Ronde        |
| Ochtendessie | Ochtendessie | Ochtendessie    | Ochtendessie |
| ------------ | ------------ | --------------- | ------------ |
| 07:30        | 01:30        | marathon mannen | finale       |